# Pacchen
Pacchen är en ort i Mexiko.   Den ligger i kommunen Lázaro Cárdenas och delstaten Quintana Roo, i den östra delen av landet, 1 200 km öster om huvudstaden Mexico City. Pacchen ligger 16 meter över havet och antalet invånare är 131.
Terrängen runt Pacchen är mycket platt.  Trakten runt Pacchen är nära nog obefolkad, med mindre än två invånare per kvadratkilometer. Närmaste större samhälle är San Juan de Dios, 15,4 km norr om Pacchen. I omgivningarna runt Pacchen växer i huvudsak städsegrön lövskog.